# الف کلارک
الف کلارک (انگلیسی: Alf Clarke؛ ۲۳ اوت ۱۹۲۶ – ۱۷ ژوئیهٔ ۱۹۷۱) بازیکن فوتبال اهل بریتانیا بود.
از باشگاه‌هایی که در آن بازی کرده‌است می‌توان به باشگاه فوتبال اولدهام اتلتیک، باشگاه فوتبال کرو آلکساندرا، باشگاه فوتبال استالی‌بریج سلتیک، و باشگاه فوتبال برنلی اشاره کرد.